# .ye
.ye és el domini de primer nivell territorial (ccTLD) del Iemen.
Durant la Guerra Civil del Iemen (2015), els Huthis van prendre el control del domini .ye, la qual cosa va portar el govern de Hadi a registrar un domini  .net
Segons DomainTools, el 2018 es van registrar 1152 noms de domini .ye.

## Dominis de segon nivell
Hi ha vuit dominis de segon nivell:
- com.ye: entitats comercials
- co.ye: empreses
- ltd.ye: societats limitades
- me.ye: particulars
- net.ye: proveïdors de xarxa
- org.ye: organitzacions no comercials
- plc.ye
- gov.ye: govern i estructures de govern

## Segon domini de primer nivell
Es farà servir un segon domini de primer nivell per al Iemen, per a noms de domini en la llengua local. Es va reservar i aprovar la cadena اليمن. amb aquesta finalitat el març de 2011, però en aquell moment no estava activa i no se n'atorgaven dominis de nivell inferior.